# Nguyen Khanh
Nguyễn Khánh, vietnamski general, * 8. november 1927, † 11. januar 2013, San Jose, Kalifornija, Združene države Amerike.
Najprej je služil pri francoskih kolonialnih silah, nato pa je kot pripadnik vietnamske vojske postopoma napredoval do položaja načelnika štaba pod generalom Duong Van Minhom. Leta 1963 je bil udeležen v uspešnem državnem udaru proti predsedniku Ngo Dinh Diemu. V politično burnem obdobju po tistem, ki so ga zaznamovali pogosti udari in protiudari, je bil kratek čas tudi predsednik vlade in vodja Južnega Vietnama.
Ko je leta 1965 prišel na oblast Nguyen Cao Ky, je Khanh izgubil položaj in bil imenovan za nestalnega veleposlanika, kar je v praksi pomenilo izgnanstvo. Leta 1982 se je naselil v ZDA, kjer se je pridružil organizaciji Svobodni Vietnam, samooklicani vladi Južnega Vietnama v izgnanstvu s ciljem strmoglaviti komunistično oblast v Vietnamu. Leta 2005 je bil izvoljen za njenega vodjo.